# Moranbong állomás
Moranbong állomás (hangul: 모란봉역, Moranbong-jok, handzsa: 牡丹峰驛, RR: Moranbong-yŏk, ’Moranbong’) állomás, 2024 előtti nevén Thongil állomás (hangul: 통일역, Thongil-jok, handzsa: 統一驛, RR: T'ongil-yŏk, ’Egyesítés’) állomás Észak-Koreában, Phenjan Csung-kujok (Chung-kuyŏk) városrészén, a phenjani metró vonalán. 1973. szeptember 6-án adták át. Közelében található a Koreai Forradalom Múzeuma. Mai nevét 2024-ben nyerte el.
| Cshollima vonal                              | Cshollima vonal | Cshollima vonal                       |
| -------------------------------------------- | --------------- | ------------------------------------- |
| Keszon (Kaesŏn) Pulgunbjol (Pulgŭnbyŏl) felé | metróvonal      | Szungni (Sŭngni) Puhung (Puhŭng) felé |